# أتلام وعائية
أتلام وعائية (بالإنجليزية: Angioid streaks)‏ هي شقوق صغيرة في غشاء بروخ والنسيج المرن في الشبكية، أول من اكتشفها روبرت دويني عام 1889 أثناء علاجه مريض مصاب بنزيف في الشبكية، بعد سنوات قليلة أطلق عليها طبيب العيون هيرمان أكناب مسمى (أتلام وعائية) وذلك لأنها تشبه الأوعية الدموية، وفي عام 1930 اكتشف الباحثون في مجال الأنسجة أن سببها تغييرات في غشاء بروخ بينما يعتقد حاليافي علم الأمراض أنها ناتجة من ترسب الحديد على الألياف المرنة إضافة للتشققات في غشاء بروخ وكذلك ضعف تغذية الغشاء بسبب انسداد الأوعية الدموية.